# Stereolab
Stereolab – grupa indierockowa, założona w 1990 roku przez Tima Gane'a i Lætitię Sadier. Skład grupy zmieniał się wielokrotnie. Wśród pozostałych członków istotną rolę odegrali perkusista Andy Ramsey oraz grająca na gitarze i klawiszach Mary Hansen. Muzyka grupy opierała się na eksperymentach, m.in. z elektroniką i krautrockiem. Swoją twórczość zespół czerpie z surrealizmu, sytuacjonizmu oraz marksizmu.

## Dyskografia

### Albumy
- Peng! (1992)
- Transient Random-Noise Bursts with Announcements (1993)
- Mars Audiac Quintet (1994)
- Emperor Tomato Ketchup (1996)
- Dots and Loops (1997)
- Aluminum Tunes (1998)
- Cobra and Phases Group Play Voltage in the Milky Night (1999)
- Sound-Dust (2001)
- Margerine Eclipse (2004)
- Chemical Chords (2008)
- Not Music (2010)
- Instant Holograms On Metal Film (2025)

### EP
- Super 45 (1991)
- Super-Electric (1991)
- Low Fi (1992)
- Crumb Duck (1993)
- Jenny Ondioline (1993)
- Space Age Batchelor Pad Music (1993)
- Ping Pong (1994)
- Wow and Flutter (1994)
- Music for the Amorphous Body Study Center (1995)
- Fluorescences (1996)
- Cybele's Reverie (1996)
- Miss Modular(1997)
- Simple Headphone Mind (1997)
- The Free Design (1999)
- The First of the Microbe Hunters (2000)
- Captain Easychord (2001)
- Instant 0 in the Universe (2003)
- Chemical Chords EP (2008)